# Schloss Braiten

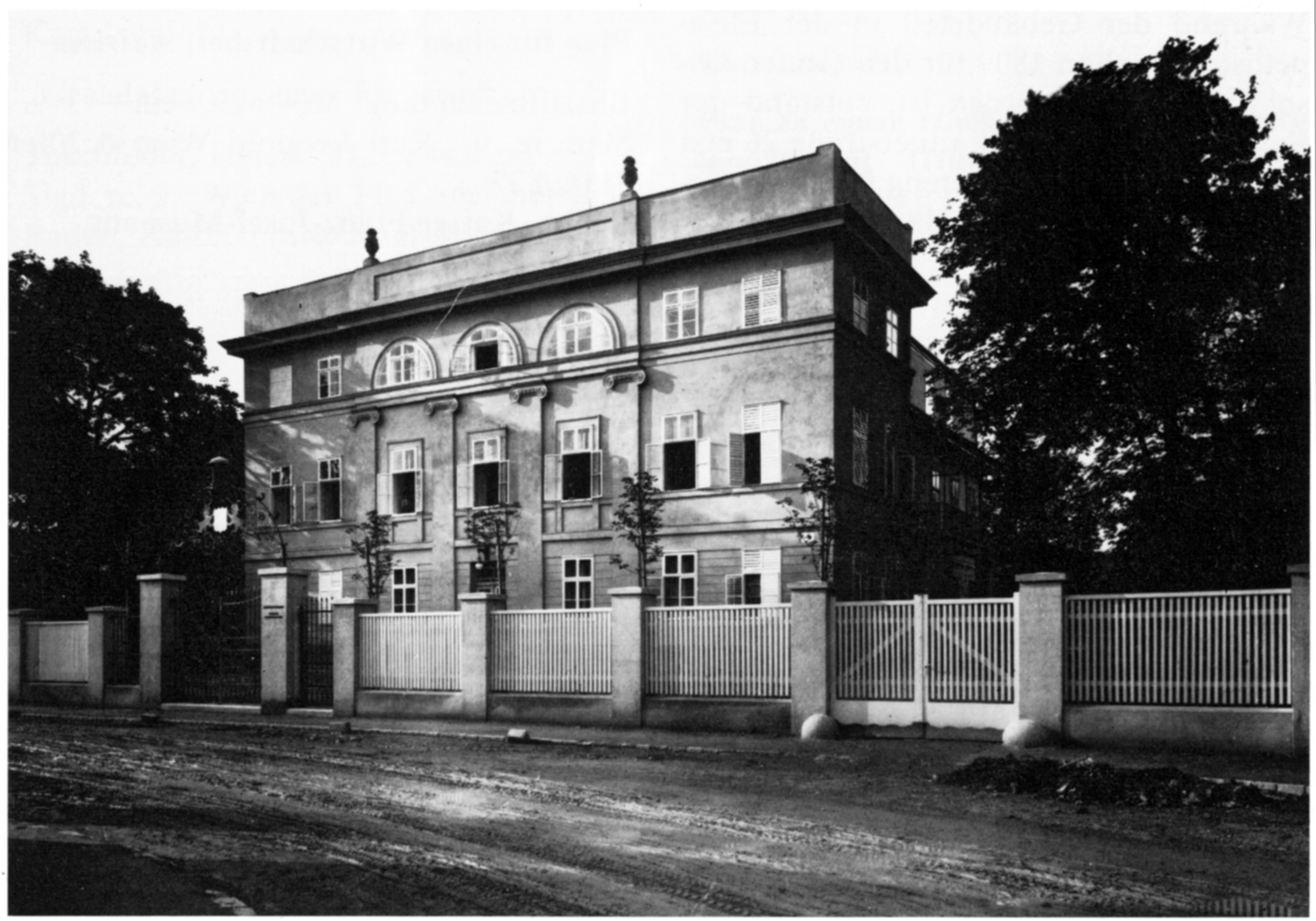
Schloss Braiten bei Baden (ca. 1920)

Schloss Braiten steht bei Baden nahe Wien. Es wurde 1809 erbaut.

## Geschichte
Der polnische Gelehrte Joseph Max Ossolinski (1748–1826), Graf von Tenczyn, ließ sich das Schloss sowie das Nebengebäude im Jahre 1809 bzw. 1810 vom Stadtbaumeister Anton Hantl (1769–1850) erbauen. Im großzügig eingerichteten Besitz versammelte der Bauherr wie in seiner Wiener Wohnung Gelehrte und Künstler, unter anderen von 29. Juli 1816 bis Mitte Oktober 1816 Ludwig van Beethoven. Hier entstanden Teile der Klaviersonate Nr. 28 op. 101.
Nach Ossolinskis Tod übernahm die Familie Wertheimer das Palais und erweiterte es (Fassaden, Terrassen) um die Mitte des 19. Jahrhunderts. Prominenteste Bewohnerin war um 1848 (und auch später) Erzherzogin Marie Anna (1804–1858), Tochter von Kaiser Franz II./I., die sich während der Revolution vom Kaiserhaus auf dem Badener Hauptplatz in das Schloss zurückgezogen hatte. 1860 wurde das Schloss in Zeitungsberichten oft genannt, als der Wiener Psychiater Gustav Görgen (1814–1860), Leiter der Döblinger Irrenanstalt, sich in dem Haus das Leben nahm. Wechselnde Besitzer verwendeten das Schloss als Fremdenverkehrsbetrieb und richteten, nach einer Grundstücksteilung, im westlichen Teil 1911/12 die Pension Hanausek ein (heute: Elisabethstraße 10). 1925 erwarb es die Genossenschaft der Fleischhauer in Wien und schuf ein Erholungsheim. Nach der Enteignung fungierte es von 1939 bis 1945 als Amtsgebäude des Landrates für den Kreis Baden (also als ein Teil der ehemaligen Bezirkshauptmannschaft). Während der Besatzungszeit 1945 bis 1955 war in dem Gebäude die russische Stadtkommandantur untergebracht. 1960 kaufte es der Trägerverein für die Malerschule des Österreichischen Malerhandwerks (seit 1948 im Schloss Leesdorf) und renovierte es. Schloss Braiten war dann von 1960 bis 1998 das Bundesinstitut für Heimerziehung bzw. später das Bundesinstitut für Sozialpädagogik. Nach dessen Umzug in einen Neubau dient es als Hort.

## Architektur

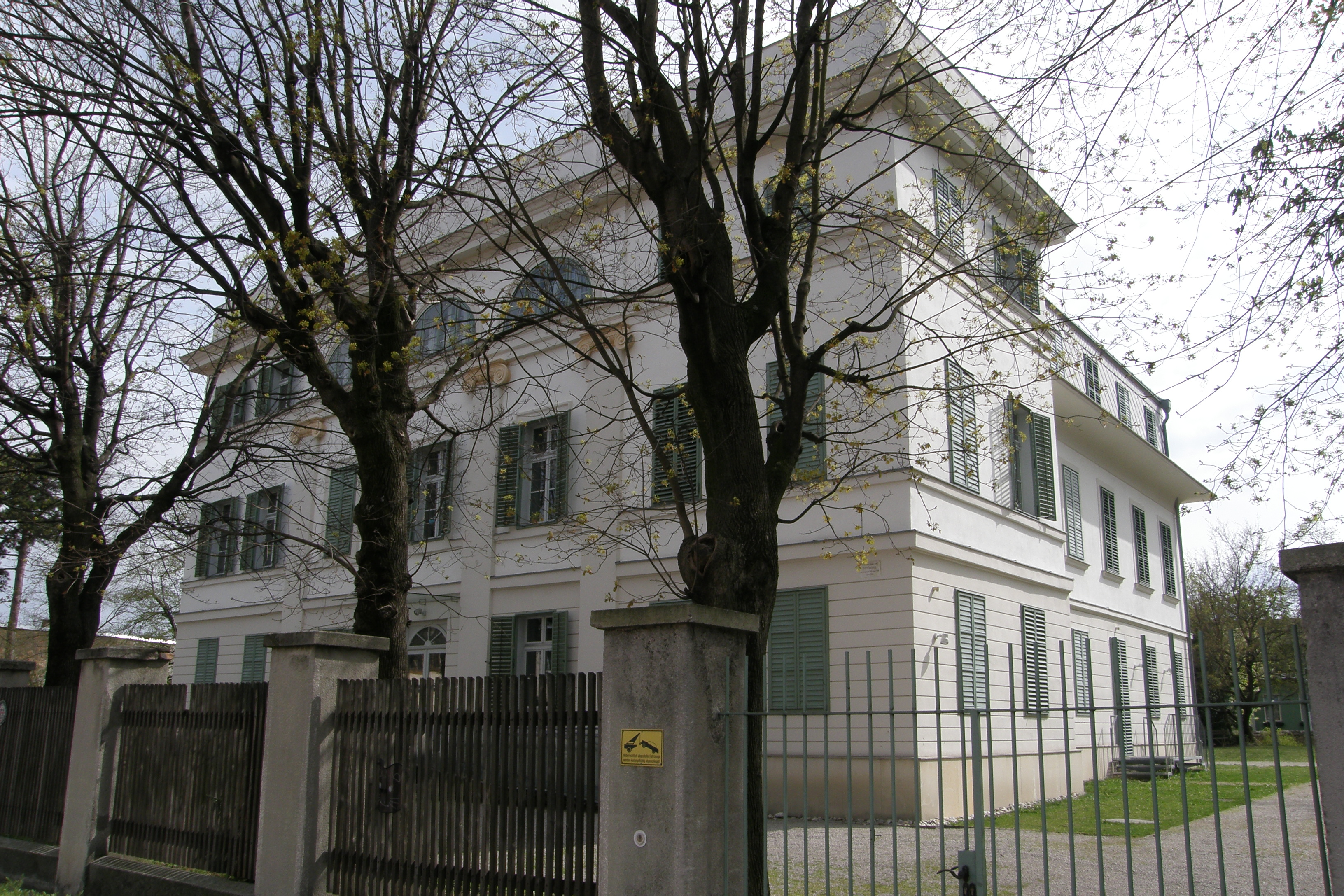
Schloss Braiten heute

Das spätklassizistische Schloss ist dreigeschoßig. Die siebenachsige Schauseite zeigt im Mittelrisalit zur Braitnerstraße hin vier ionische Pilaster. Der mezzaninartige zweite Stock hat drei große halbrunde Fenster. Darüber läuft eine hohe Attika, auf der einst mehrere Steinskulpturen standen, die heute fehlen. An der Rückseite springen drei große verglaste Loggien hervor. Der das Schloss umgebende Garten war im 19. Jahrhundert berühmt und wurde viel bewundert, ist heute aber verbaut. An der Parkgrenze zur Elisabethstraße hat sich ein neugotischer tempelartiger Pavillon erhalten.